# Dindur, Mundargi
Dindur là một làng thuộc tehsil Mundargi, huyện Gadag, bang Karnataka, Ấn Độ.